# Bistrica, Šentrupert
Bistrica este o localitate din comuna Šentrupert, Slovenia, cu o populație de 121 de locuitori.